# Canon EOS 550D
Canon EOS 550D (w Ameryce Północnej EOS Rebel T2i, w Japonii EOS Kiss X4) – cyfrowa lustrzanka jednoobiektywowa, należąca do serii Canon EOS, produkowana przez japońską firmę Canon. Jest następcą modelu 500D.

## Kluczowe cechy aparatu
- Matryca światłoczuła CMOS APS-C o rozdzielczości 18 megapiksela;
- Procesor DIGIC 4;
- Zakres czułości ISO 100-6400, H:12800;
- Do 3,7 kl./s w trybie zdjęć seryjnych;
- Filmy w standardzie Full HD;
- Ekran LCD o przekątnej 7,7 cm (3,0”), proporcjach obrazu 3:2 i rozdzielczości 1 040 000 punktów;
- 9 punktów AF;
- LiveView;
- Pomiar iFCL;
- Gniazdo zewnętrznego mikrofonu;